# HMS Orion (1910)
El HMS Orion fue un acorazado de la Royal Navy, botado en 1910, y el líder de su clase y está considerado como el primer super-dreadnought.

## Diseño y construcción

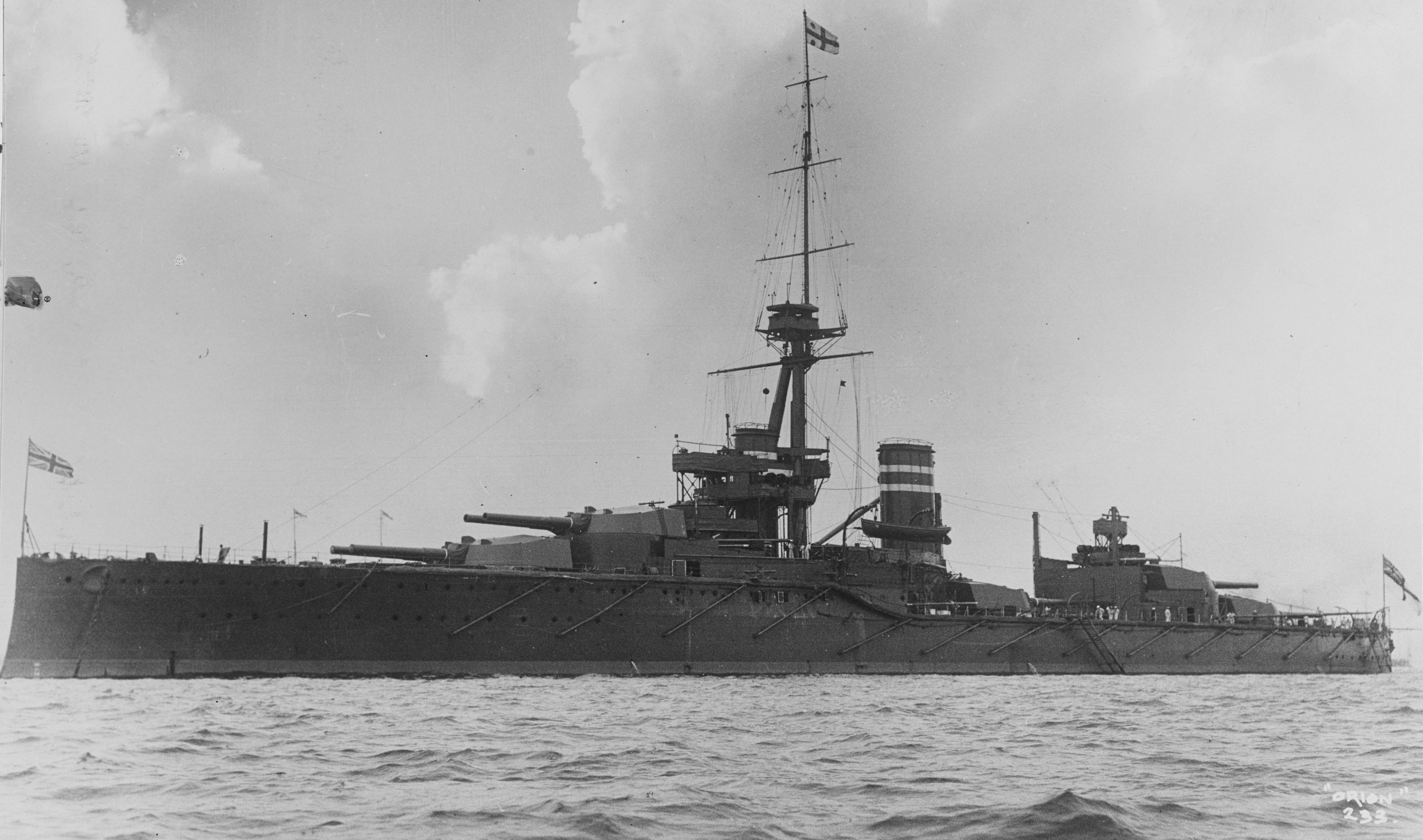
HMS Orion en torno a 1913

Fue el primer acorazado de la Royal Navy en utilizar el nuevo cañón de 343/45mm (13,5 pulgadas), con 5 torres dobles, 4 extremas (dos a proa y dos a proa), sobreelevadas las más cercanas al centro del buque, (en inglés, se denomina a esta disposición Superfiring) y una central, en el combés, con todas las torres sobre la línea de crujía, siendo el primero con esta disposición en la Royal Navy, a nivel mundial, su predecesor con todas las armas de grueso calibre situadas en la línea de crujía, fue el USS South Carolina. Tenía una potencia de fuego muy superior a sus anteriores de la Royal Navy, ya que sus cañones tenían unas capacidades muy superiores a los de 305 mm (12"). 
La quilla del  HMS Orion, fue puesta en las gradas de los astilleros de Portsmouth el 29 de noviembre de 1909, procediéndose a la botadura del barco el 20 de agosto de 1910. El buque fue finalizado a finales de diciembre de 1911 con un coste total de 1,9 millones de Libras, y fue dado de alta en la Royal Navy el 2 de enero de 1912.

## Historial

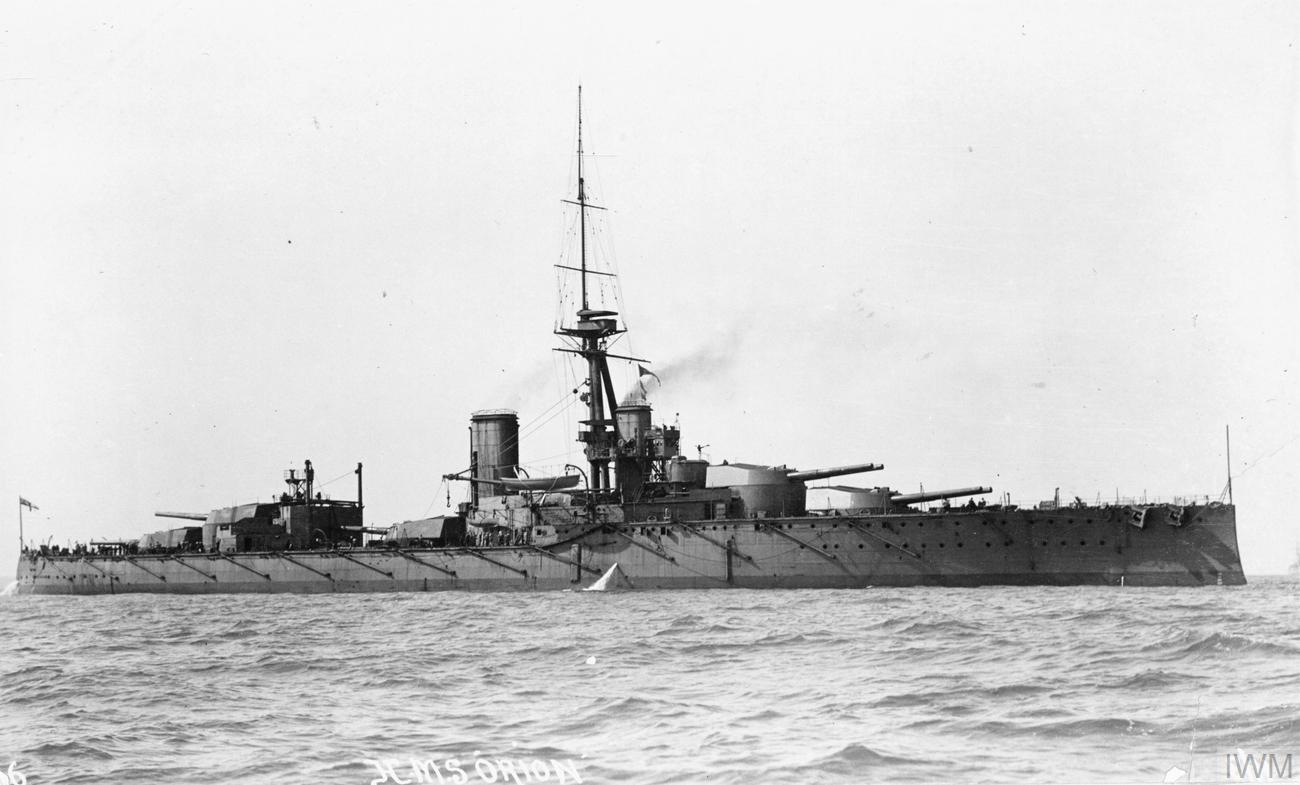
HMS Orion antes de 1915

Poco después de su entrada en servicio, resultó dañado en una colisión con el viejo acorazado pre-dreadnought HMS Revenge producida  el 7 de enero de 1912, cuando este, rompió sus amarras, impactando sus proas.

### Primera Guerra Mundial

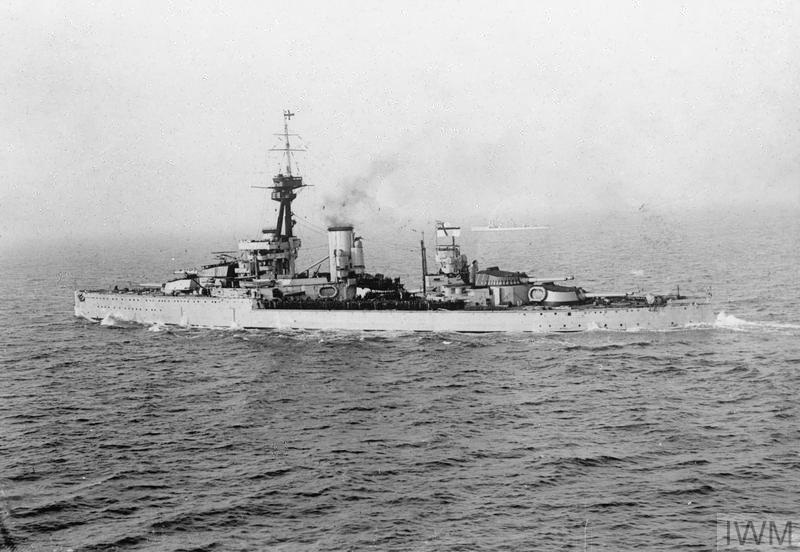
HMS Orion entre 1915 y 1922

En la Primera Guerra Mundial, el HMS Orion sirvió en la segunda escuadra de combate de la Gran Flota británica con base en Scapa Flow. Al inicio de la contienda. El 27 de octubre de 1914, la segunda escuadra de combate, compuesta de los 'super-dreadnoughts' HMS King George V, HMS Ajax, HMS Centurion, HMS Audacious, HMS Monarch, HMS Thunderer y HMS Orion, abandonaron Lough Swilly para realizar unos ejercicios de tiro, en el transcurso de los cuales, resultó hundido el HMS Audacious al chocar con una mina al nore de la costa de Donegal.
Participó en la batalla de Jutlandia como insignia del Almirante A. C. Leveson el 31 de mayo de 1916, sin sufrir daños, y disparando en torno a 50 proyectiles de 343 mm.  

### Postguerra
Tras finalizar la contienda, estuvo asignado a la flota del Atlántico, hasta que como resultado del Tratado Naval de Washington firmado en 1922, del cual Gran Bretaña era signataria, y que requería de las naciones participantes una reducción de sus fuerzas navales, fue dado de baja y vendido para desguace en 1922.